# Vicente Castañeda y Alcover
Vicente Castañeda y Alcover (Madrid, 1884-27 de maig de 1958) va ser un erudit espanyol, doctor en Dret, del Cos d'Arxivers, Bibliotecaris i Arqueòlegs, membre de la Reial Acadèmia de la Història, secretari de l'Instituto de España i Procurador en Corts, càrrec que va ocupar poc temps a causa de la seva defunció.
De família d'origen valencià, va estudiar Dret en la Universitat Central de Madrid i arxivística i biblioteconomia a l'Escola Superior de Diplomàtica. Va ser membre de la Reial Acadèmia de Belles Arts de Sant Carles de València, de la Hispanic Society de Nova York, del Patronat de la Biblioteca Nacional, del Patronat Nacional de Turisme, del Centre de Cultura Valenciana, i acadèmic de la Reial Acadèmia de la Història, de la qual va ser nomenat el 1928 secretari perpetu, així com de les Acadèmies de la Història de l'Argentina, Colòmbia, Costa Rica, Xile, Equador, El Salvador, Mèxic, Paraguai, Perú, Uruguai i Veneçuela.
Les seves recerques històriques versen sobre tres assumptes principals: història en general, genealogia i heràldica i afers valencians.

## Obres
- Don Fernando de Aragón, Duque de Calabria (1911)
- Genealogía, Heráldica y Ordenes militares de la biblioteca de El Escorial (1917)
- Libertades medievales (1920)
- Estudios sobre la historia del Derecho valenciano (1918)
- La Cátedra de Instituciones Teológicas de la Universidad de Valencia (1914)
- Catálogo de manuscritos lemosines de la Biblioteca de El Escorial (1916)
- El altar de plata de la Catedral de Valencia en 1613 (1918)
- El doctor don José Berni y Cátala, jurisconsulto valenciano (1919)
- Relaciones topográficas e históricas del Reino de Valencia (1919)
- Los Refranes valencianos (1920)